# S9G-reaktor
S9G-reaktor är en amerikansk typ av tryckvattenreaktor för ubåtsbruk, utvecklad av företaget General Electric. 
Reaktorn utvecklades vid Knolls Atomic Power Laboratory's Kesselring Site i West Milton, NY för att driva ubåtarna i Virginia-klassen.
Reaktorn är konstruerad att endast behöva ett bränslebyte vart 33 år.
S9G betyder:
- S = Ubåtsplattform
- 9 = Tillverkarens nionde generation reaktorhärd
- G = General Electric